# Кристен, Марта
Марта Кристен, урождённая Биргит Аннализа Русанен (англ. Birgit Annalisa Rusanen; род. 26 февраля 1945, Осло) — норвежско-американская актриса

.
Кристен наиболее известна по роли Джуди Робинсон, старшей дочери профессора Джона Робинсона и его жены Морин, в телесериале «Затерянные в космосе» (1965).

## Биография
Родилась 26 февраля 1945 года в Осло, Норвегия, в семье матери-финки и отца-немецкого солдата, погибшего во время Второй мировой войны. Своё детство она провела в детском доме в Норвегии, а затем была удочерена парой из Детройта, штат Мичиган, которые дали ей имя Марта Аннализ Содерквист. Её приёмный отец являлся профессором в Университете Уэйна. У Кристен был брат, которого её родители также усыновили.
В 1959 году, пока её отец был в отпуске, Кристен переехала с ним в Лос-Анджелес. Она осталась там и окончила среднюю школу Санта-Моники.

## Карьера
Одной из первых значимых ролей Кристен в кино стала роль в сериале «Альфред Хичкок представляет», где она снялась вместе с Биллом Муми, с кем позднее играла в сериале «Затерянные в космосе». В 1963 году она снялась вместе с Тони Доу в роли Пегги Мередит в сериале «Трое моих сыновей. В 1965 году она сыграла в фильме «Пляжные игры».
Кристен снималась в «Затерянных в космосе» с момента его старта в 1965 году до завершения в 1968 году. В 1969 году у неё родилась дочь, вследствие чего она стала реже появляться на экране. Она также снялась в научно-фантастическом фильме «Битва за пределами звёзд» (1980).

## Личная жизнь
Кристен была замужем дважды. Её первым мужем был психолог Терри Тредвелл.
Своего второго супруга, Кевина П. Кейна, она встретила в 1974 году. Пара поженилась 18 ноября 1978 года. Они жили в Санта-Монике, штат Калифорния. В 2016 году Кристен объявила, что Кейн скончался.

## Избранная фильмография
- 1961 — «Альфред Хичкок представляет» — Марджори Стоун
- 1965 — «Пляжные игры —  Лорели
- 1980 — «Битва за пределами звёзд» — Лукс
- 1981 — «Ремингтон Стил» — Блонди
- 1982 — «Слава» — Диди Каллаган
- 1994 — «Мерфи Браун» — мама из Норвегии
- 1998 — «Затерянные в космосе — репортёр